# Discurs privind Starea Uniunii

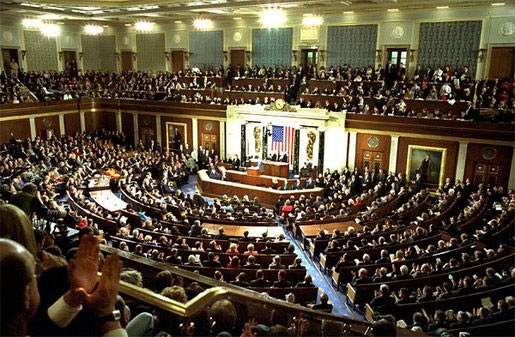
Discursul privind Starea Uniunii din 2003 ţinut de George W. Bush

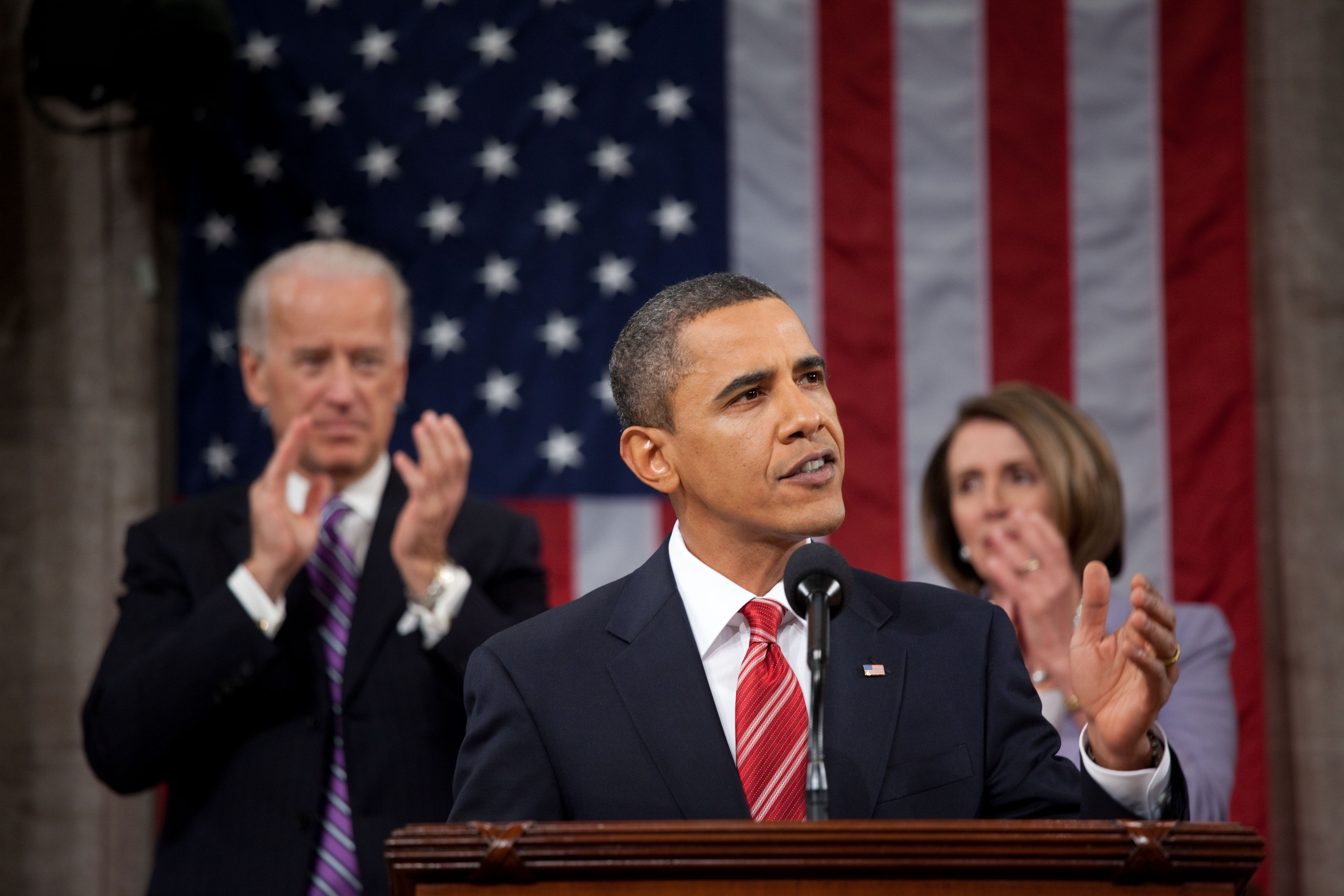
Discursul privind Starea Uniunii din 2010 ţinut de Barack Obama

Starea Uniunii (în original The State of the Union) este un discurs anual ținut de Președintele Statelor Unite în fața Congresului. Discursul se concentrează pe prezentarea unui raport privind situația generală a țării și pe prezentarea agendei legislative a președintelui și a priorităților naționale.
Discursul privind Starea Uniunii se ține în fața unei sesiuni comune a Congresului Statelor Unite în sala Camerei Reprezentanților din Capitoliul Statelor Unite.

## Descriere
Uneori, mai ales în ultimii ani, președinții nou-aleși au ținut discursuri în fața Congresului la doar câteva săptămâni după începutul mandatului, dar acestea nu sunt considerate a fi discursuri privind Starea Uniunii. Discursul este folosit cel mai adesea pentru a sublinia principalele propuneri legislative ale președintelui pentru anul următor.

Modelat după discursul de la Tron ținut la ceremonia de deschidere a lucrărilor Parlamentului Regatului Unit, un astfel de raport trebuie dat anual, conform Constituției. Constituția nu impune ca raportul să fie dat sub formă de discurs, deși practic toți președinții de după Woodrow Wilson a dat acest raport sub formă de discurs ținut personal în fața camerelor reunite ale Congresului. Prin tradiție, președintele ține acest raport anual, deși clauza „din când în când” lasă chestiunea frecvenței raportului deschisă interpretărilor, 
„Din când în când, el va da Congresului informații privind Starea Uniunii și va recomanda acestora măsuri pe care le va considera necesare.”—Articolul II, Secțiunea 3 din Constituția SUA
Întrucât discursul se ține la Capitoliu într-o ședință comună a camerelor Congresului, președintele trebuie să fie mai întâi invitat la Congres pentru a intra în sala Camerei Reprezentanților și pentru a ține discursul. Această invitație se emite de formă, deoarece discursul face parte prin tradiție din calendarul politic și național american.